# Zandberg (Drenthe)
Zandberg – wieś w Holandii, w prowincji Drenthe i Groningen, w gminie Borger-Odoorn i Vlagtwedde.